# Фесслер, Игнац Аврелий
Игнац Аврелий Фесслер (1756—1839) — немецкий писатель, общественный деятель, активный участник масонских организаций и составитель масонских ритуалов.

## Биография
Родился в Венгрии. В 1773 вступил в орден капуцинов. В 1779 возведен в сан священника. Занимался изучением классики, языков, католической философии и казуистики. В 1784 обратился с письмом к императору Иосифу II с планом переустройства монастырей. Из-за этого критического письма нажил себе много врагов и вышел из ордена.
В 1784 принял кафедру восточных языков и ветхозаветной герменевтики во Львовском университете. Написал учебные пособия «Anthologia hebraica» (1787) и «Institutiones linguarum orientalium» (1787).
В 1788 году написал антикатолическую трагедию «Сидней». Был привлечен к суду и бежал в Бреслау, где принял лютеранство и женился. Работал учителем детей местного князя. Написал романы «Marc-Aurel» (1790—1792), «Aristides und Themistocles» (1792), «Mathjas Corvinus, Konig der Hungarn» (1793—1794), «Attilla, Konig der Hunnen» (1794).
В 1796 переехал в Берлин. Вступил в масонскую ложу «Пифагор к пламенеющей звезде». Написал историю масонского ордена, ходившую по рукам в рукописи, но не напечатанную, а также «Собрание писем о масонстве» (1804).
Получил должность в недавно приобретенных польских землях Пруссии, но после сражения при Иене Пруссия потеряла эти земли, а Фесслер свою должность.
В 1809 году был приглашен М. М. Сперанским в Россию, преподавать философию в Санкт-Петербургской духовной академии. Служил также в комиссии составления законов. Занимая важное место в масонской иерархии участвовал в обсуждении различных проектов по реорганизации русского масонства.
Уже в 1811 году он был удалён от преподавания в духовной академии; как вспоминал митрополит Филарет «Фесслер изгнан после того, как подал конспект по древностям Восточной Церкви, где между прочим поместил выражение, что богослужение наше слагается из двух компонентов: лирического и драматического… Впоследствии при постигшем Сперанском несчастии <…> нашли у него тетрадь руки Фесслеровой <…>, где он доказывал, что Иисус Христос есть не более, как величайший философ».
В 1813 году он переселился в Саратов, где закончил обширную «Историю угров» (1812—1825, новое издание 1867). В 1820 назначен евангелическим суперинтендентом и начальником консистории в Саратове, а в 1833 — генерал-суперинтендентом и церковным советником евангелическо-лютеранской общины в Петербурге.

## Труды
- «Anthologia hebraica» (1787)
- «Institutiones linguarum orientalium» (1787).
- «Marc-Aurel» (1790—1792)
- «Aristides und Themistocles» (1792),
- «Mathjas Corvinus, Konig der Hungarn» (1793—1794),
- «Attilla, Konig der Hunnen» (1794).
- «Ansichten von Religion und Kirchentum» (1805)
- «Abalard u. Heloise» (II том, 1807)
- «Theresia, oder Mysterien des Lebens u. der Liebe» (1807)
- «Des Corsen Bonaventuras mystische Nachte» (1807)
- «Alonso, oder Der Wanderer nach Montserrat» (1808)
- «Der Nachtwachter Benedikt» (1809)
- «Resultate meines Denkens und Erfahrens» (1824)
- «Christiliche Reden» (1822)
- «Liturgische Versuche zur Erbanung der Glaubigen, sowohl christichen als weltlichen» (1822)
- История угров